# 南赤瓟
南赤瓟（学名：Thladiantha nudiflora）是葫芦科赤瓟属的植物。分布在越南以及中国秦岭及长江中下游以南各省区等地，生长于海拔900米至1,700米的地区，多生长于沟边以及林缘呀山坡灌丛中，目前尚未由人工引种栽培。

## 采集加工
春、夏季采叶，鲜用或晒干。秋季挖根，鲜用或切片晒干。

## 形态特征
整体特征
1. 植株全体密被柔毛状硬毛；
2. 根系：块状根；
3. 茎：草质攀援茎，具明显棱沟。

叶部特征
1. 叶柄：粗壮，长3-10厘米；
2. 叶片：
  - 质地：稍硬；
  - 形态：卵状心形至近圆心形；
  - 尺寸：长5-15厘米，宽4-12厘米；
  - 叶尖：渐尖或锐尖；
  - 叶缘：具胼胝状小尖头的细锯齿；
  - 叶基：弯缺深2-2.5厘米，宽1-2厘米（开放或偶闭合）；
  - 叶面：深绿色，粗糙，具短密细刚毛；
  - 叶背：淡绿色，密被淡黄色短柔毛；
  - 侧脉：基部侧脉沿叶基弯缺向外展开。

卷须特征
1. 形态：稍粗壮，下部具明显沟纹；
2. 分枝：上部2歧；
3. 被毛：密被硬毛。

繁殖特征
雌雄异株
雄花
1. 花序：总状花序，花序轴长4-8厘米，密被短柔毛；
2. 花梗：纤细，长1-1.5厘米；
3. 花萼：
  - 被毛：淡黄色长柔毛；
  - 形态：宽钟形筒部，上部宽5-6毫米；
  - 裂片：卵状披针形，长5-6毫米，基部宽2.5毫米，3脉；
4. 花冠：
  - 颜色：黄色；
  - 裂片：卵状长圆形，长1.2-1.6厘米，宽0.6-0.7厘米，5脉；
5. 雄蕊：5枚，着生花萼筒檐部，花丝长4毫米（具微柔毛），花药卵状长圆形（长2.5毫米）。

雌花
1. 着生方式：单生；
2. 花梗：长1-2厘米，具长柔毛；
3. 花萼/花冠：同雄花但更大；
4. 雌蕊：
  - 子房：狭长圆形（长1.2-1.5厘米，径0.4-0.5厘米），密被淡黄色长柔毛状硬毛；
  - 花柱：粗短，3裂（自2毫米处分生，裂片长1.5毫米）；
  - 柱头：膨大圆肾形，2浅裂；
5. 退化雄蕊：5枚，棒状，长1.5毫米。

果实与种子
1. 果梗：粗壮，长2.5-5.5厘米；
2. 果实：
  - 形态：长圆形；
  - 尺寸：长4-5厘米，径3-3.5厘米；
  - 颜色：干后红至红褐色；
  - 表面：初密被毛及不明显纵纹，后渐无毛；
3. 种子：
  - 形态：卵形或宽卵形；
  - 尺寸：长5毫米，宽3.5-4毫米，厚1-1.5毫米；
  - 表面：具明显网纹，两面稍拱起。

物候期
- 花期：春夏季；
- 果期：秋季成熟。

## 别名
野丝瓜（湖北）、丝瓜南（四川）

## 异名
- Thladiantha nudiflora Hemsl. var. bracteata A. M. Lu et Z. Y. Zhang
- Thladiantha nudiflora Hemsl. var. macrocarpa Z. Zhang
- Thladiantha nudiflora Hemsl. var. membranacea Z. Zhang